# Лагос
Вижте пояснителната страница за други значения на Лагос.
Лагос (на английски: Lagos, на йоруба: Èkó) е най-големият град в Нигерия. Точното население на Лагос се оспорва. По данни от федералното преброяване през 2006 г. населението на града е около 8 милиона души. Това обаче се оспорва от правителството на щата Лагос, което по-късно пуска собствените си данни за населението, като поставя населението на приблизително 16 милиона души, но точният брой не може да бъде установен, тъй като градът е типичен пример за псевдоурбанизация. Градът е втори по население в Африка след Кайро, най-населеният в Нигерия и на юг от Сахара, Африка. Той е един от най-бързо развиващите се градове в света и един от най-населените градски райони. Лагос е основен финансов център в Африка и разполага с едно от най-големите и натоварени морски пристанища на континента.

## История
Възниква като дребно селище на народа йоруба и носи името Еко (което на езика йоруба означава „ферма“ или „лагер“).
През 1472 г. там пристига португалският мореплавател Руй де Сикейра, който дава на областта името Лагос – „езера“. В периода 1704 – 1851 г. Лагос е център на търговията с роби. През 1841 г. Оба Акитое се възкачва на трона в Лагос и я забранява. Търговците на роби устройват бунт и отстраняват краля, издигайки на негово място брат му, Оба Касоко. Оба Акитое се завръща от изгнание с помощта на англичаните, които му помагат да се завърне на престола през 1851 г. и отново до забрани робската търговия.
Лагос е анексиран като британска колония през 1861 г. По-късно, с развитието на европейската колонизация, неговото значение нараства. Лагос става най-големия град и център на колонията Нигерия. През 1914 г. Лагос е провъзгласен за столица на протектората.
През 1960-те и 1970-те години Лагос преживява бурен ръст преди войната в Биафра. По-късно е столица на независимата държава до 12 декември 1991 г. След това столицата е преместена в град Абуджа поради пренаселеност и нефункционалност на града.

## География
Градът е разположен на островите и по крайбрежието на залива Бенин (част от Гвинейския залив) на Атлантическия океан.
Климат
Климатът на Лагос е субекваториален. Обособен е продължителен влажен сезон от март до юли, след който следват кратък междинен сух сезон през август, неголям влажен сезон от септември до октомври, и отново сух сезон (в течение на който все пак падат валежи, но доста малко) от втората половина на ноември до март.
| Климатични данни за Лагос, Нигерия                                  | Климатични данни за Лагос, Нигерия | Климатични данни за Лагос, Нигерия | Климатични данни за Лагос, Нигерия | Климатични данни за Лагос, Нигерия | Климатични данни за Лагос, Нигерия | Климатични данни за Лагос, Нигерия | Климатични данни за Лагос, Нигерия | Климатични данни за Лагос, Нигерия | Климатични данни за Лагос, Нигерия | Климатични данни за Лагос, Нигерия | Климатични данни за Лагос, Нигерия | Климатични данни за Лагос, Нигерия | Климатични данни за Лагос, Нигерия |
| Месеци                                                              | яну.                               | фев.                               | март                               | апр.                               | май                                | юни                                | юли                                | авг.                               | сеп.                               | окт.                               | ное.                               | дек.                               | Годишно                            |
| Абсолютни максимални температури (°C)                               | 33                                 | 35                                 | 37                                 | 38                                 | 33                                 | 35                                 | 31                                 | 31                                 | 30                                 | 32                                 | 32                                 | 32                                 | 38                                 |
| Средни максимални температури (°C)                                  | 32,2                               | 33,2                               | 32,9                               | 32,2                               | 30,9                               | 29,3                               | 28,2                               | 28,3                               | 28,9                               | 30,3                               | 31,4                               | 31,8                               | 30,8                               |
| Средни температури (°C)                                             | 27,3                               | 28,5                               | 28,5                               | 28,0                               | 27,1                               | 25,6                               | 25,3                               | 25,1                               | 25,5                               | 26,4                               | 27,2                               | 27,2                               | 26,8                               |
| Средни минимални температури (°C)                                   | 22,4                               | 23,7                               | 24,1                               | 23,7                               | 23,2                               | 21,9                               | 22,3                               | 21,8                               | 22,1                               | 22,4                               | 23,0                               | 22,5                               | 22,8                               |
| Абсолютни минимални температури (°C)                                | 17                                 | 20                                 | 21                                 | 21                                 | 21                                 | 21                                 | 21                                 | 20                                 | 20                                 | 20                                 | 20                                 | 20                                 | 17                                 |
| Средни месечни валежи (mm)                                          | 13                                 | 41                                 | 84                                 | 146                                | 202                                | 316                                | 243                                | 122                                | 160                                | 125                                | 40                                 | 15                                 | 1507                               |
| Температура на водата                                               | 28                                 | 28                                 | 29                                 | 29                                 | 29                                 | 28                                 | 26                                 | 25                                 | 26                                 | 27                                 | 29                                 | 28                                 | 28                                 |
| ------------------------------------------------------------------- | ---------------------------------- | ---------------------------------- | ---------------------------------- | ---------------------------------- | ---------------------------------- | ---------------------------------- | ---------------------------------- | ---------------------------------- | ---------------------------------- | ---------------------------------- | ---------------------------------- | ---------------------------------- | ---------------------------------- |
| Източник: Хонконгска обсерватория, Weatherbase, World Climate Guide |                                    |                                    |                                    |                                    |                                    |                                    |                                    |                                    |                                    |                                    |                                    |                                    |                                    |

Население
През 1901 г. в Лагос живеят около 37 хиляди души, 20 години по-късно броят им се увеличава до 100 000, а след още 50 години те надхвърлят вече 1,2 милиона. Според преброяването от 2006 г. в Метрополния регион на Лагос живеят около 7,9 милиона души, а населението на целия Щат Лагос има малко над 9 милиона жители. Въпреки това информацията от преброяването е спорна, защото данните, предоставени от Правителството на щата Лагос, и тези от Нигерийското правителство, се разминават съществено. По данни на местната администрация в целия щат живеят над 17,5 милиона души, а 88 % от тях или 15,5 милиона живеят в Метрополен регион Лагос. Нигерийското правителство от своя страна до известна степен базира данните си на статистическа прогноза на ООН за развитието на населението на Нигерия. Според щатското правителството държавната администрация е манипулирала данните на ООН още при първото им предоставяне през 2003 г.
Друг съществен проблем, който прави невъзможно реалното преброяване на населението на Лагос, е псевдоурбанизацията. Метрополният регион е дом на стотици бидонвили, в които живеят незнаен брой хора, чийто приток към града и заселването им са напълно неконтролирани. Официално всяка година Лагос се увеличава с 275 000 нови жители, а неофициално прирастът достига 350 хиляди.
Към 2015 г. населението на града е приблизително 16 348 100 души, а на метрополиса – около 21 324 000 души.

## Управление
Лагос сам по себе си не е град или община и затова реално няма градска управа. Някога Община Лагос е включвала остров Лагос, Икои, остров Виктория и част от континенталната суша и е била администрирана от Лагоския градски съвет. През 1976 г. съветът е разпуснат, а отделните територии стават местни самоуправляващи се райони. Континенталните територии около Община Лагос, от своя страна, са представлявали няколко отделни градове със собствена администрация – Мушин, Икеджа и Агеге.
В началото на 1970-те години по времето на нигерийския нефтен бум, довел до неконтролирано развитие на икономиката, Лагос изживява невиждан дотогава прираст на населението. Без никакъв контрол хора от селските райони се заселват в района на града, което води до увеличаването на селищата в близост до Лагос и постепенното им поглъщане от все повече разрастващия се град.
| Наименование                                                                | Площ (km²) | Население (2006) | Гъстота (души/km²) |
| Агеге                                                                       | 11,2       | 459 939          | 41 071             |
| Аджероми-Ифелодун                                                           | 12,3       | 684 105          | 55 474             |
| Алимошо                                                                     | 185,2      | 1 277 714        | 6899               |
| Амуво-Одофин                                                                | 134,6      | 318 166          | 2364               |
| Апапа (тук е разположено пристанището в Лагос)                              | 26,7       | 217 362          | 8153               |
| Ети-Оса (основен бизнес център и дом на представители на политическия елит) | 192,3      | 287 785          | 1496               |
| Ифако-Иджайе                                                                | 26,6       | 427 878          | 16 078             |
| Икеджа                                                                      | 46,2       | 313 196          | 6785               |
| Кософе                                                                      | 81,4       | 665 393          | 8174               |
| Остров Лагос (историческият център и икономическото сърце на Лагос)         | 8,7        | 209 437          | 24 182             |
| Континентален Лагос                                                         | 19,5       | 317 720          | 16 322             |
| Мушин                                                                       | 17,5       | 633 009          | 36 213             |
| Оджо                                                                        | 158,2      | 598 071          | 3781               |
| Ошоди-Исоло                                                                 | 44,8       | 621 509          | 13 886             |
| Сомолу                                                                      | 11,6       | 402 673          | 34 862             |
| Сурулере                                                                    | 23         | 503 975          | 21 912             |
| Лагос                                                                       | 999,6      | 7 937 932        | 7941               |

В наши дни под Лагос често се има предвид Метрополен регион Лагос, който включва островите и континенталните общини. Щатското правителство на Лагос отговаря за водоснабдяването, пътната инфраструктура, транспорта, енергетиката, здравеопазването и образованието. Метрополният регион на Лагос обхваща 16 от общо 20-е района с местно самоуправление, които образуват щата Лагос, с 88% от населението на щата.
Лагос е бившата столица на Нигерия, но на 12 декември 1991 г. Абуджа официално става новият столичен град. Въпреки че смяната на столицата е приета със закон още през 1976 г., преместването на цялата администрация отнема повече от 15 години. Лагос продължава да е седалище на Нигерийския висш съд.
Еко Атлантик сити е планиран град от 21 век, предназначен да бъде изграден върху земи, отнети от Атлантическия океан. Понастоящем повечето от земите са отводнени. Проектът е планиран за 400 000 жители и 250 000 пътуващи ежедневно до острова. Планира се брегът да се върне на своята позиция от 1950-те и 1960-те години, заличавайки щетите, нанесени от ерозията.

## Икономика

### Транспорт
Автомобилен транспорт
Уличната мрежа на Лагос е една от най-големите и натоварени в Западна Африка. На север от града започват големите автомагистрали Лагос-Ибадан и Лагос-Абеокута, а на изток – Лагос-Бадагри.
Важността на Лагос като голям търговски център и изгодното му стратегическо местоположение обуславят факта, че той е крайна точка на три маршрута от Трансафриканската автомобилна мрежа: автомагистралата Лагос – Момбаса, Транссахарската и Източноафриканската крайбрежна магистрали.
В града действа система на скоростен автобусен транспорт. Първата част на системата е завършена през февруари 2008 г. Очаква се, при цялостното ѝ завършване, по нея да има 8 маршрута, свързващи всички части на Лагос, и тя да е в състояние да превозва до 10 хиляди пътници на час по всяко направление.
Железопътен транспорт
Железопътният транспорт в страната е слабо развит. От Лагос започва една от двете главни железопътни линии в Нигерия – тази, съединяваща Лагос със залива Бенин и с град Нгуру в щата Йобе. В действителност, в началото на 2013 г. действащ в страната е само участъкът Лагос-Кано, вторият по численост град в Нигерия.
Понастоящем в града се строят съоръжения за система на леко метро. Идеята за проекта е огласена в началото на 2000 г. от губернатора Бола Тинуби, а официално строителството започва през декември 2003 г. По своя замисъл системата ще има две линии – Червена и Синя. За строителството на Синята линия от залива до Ококомайко през 2008 г. управата на града отделя 70 милиона нигерийски найри с предположението строителството да бъде завършено през 2011 г. То обаче започва едва през 2010 г., и очакванията са да бъде завършено около 2015 г. Дължината на линиите ще е 27,5 km, и по тях ще бъдат разположени 13 станции. Пътуването от началото до края на линиите ще отнема около 35 минути. По трасетата няма да има пресичания с други пътища и възможности за случаен достъп на пешеходци и други превозни средства.
Впоследствие се очаква да бъде започнато строителството и на втората линия, Червената, от залива до Агбадо.
Воден транспорт
Няколко редовни фериботни маршрута свързват остров Лагос с континента. Превозът на пътници по лагуната и протоците се извършва и от частни превозвачи.
В Лагос е разположено главното пристанище на Нигерия със стокооборот около 6 милиона тона на година. Управлението на кейовете и транспортирането на товарите е възложено на Nigerian Ports Authority. Пристанището се намира в континенталната част на града, в района Апапа, на площ от 120 хектара. С увеличаването на обема на водния транспорт, който чувствително се засилва от средата на 19 век, възниква проблемът с удобния достъп до лагуната на Лагос. Постоянната промяна на дъното поради преместването на плитчините на входа на лагуната не позволява да се създаде надеждна лоция и това създава трудности пред пристигащите кораби. Също така налице е постоянната промяна на бреговата линия, причинена от естественото движение на наносите край брега. Развитието на пристанищната зона започва в началото на 20 век, когато през 1906 г. започва строителството на защитни молове (стени против вълните) и драгиране на акваторията. След завършването на тези дейности е взето решение в Апапе да бъде построено пристанище. Първият док с дължина около половин километър се появява в хода на строителството, което започва през 1921 г.
През 1948 г. възможностите на пристанището са разширени с построяването на нови кейови стени. В същото време районът му е значително уголемен, появяват се складови площи, хранилища и сортировъчни станции. По време на гражданската война през 1967 – 1970 г. пристанищата на Нигерия са затворени за международен трафик и единственото действащо остава това на Лагос. В следвоенните години, когато страната е залята от товари за възстановяването на индустрията и за новото строителство, пристанището е претоварено. Старите неефективни методи за транспортиране чрез използване на опаковки с малък обем (бъчви, кутии, бутилки) не позволяват извършването на бърз стокооборот. В същото време транспортната инфраструктура не позволява въвеждането на големи контейнери – пътищата и мостовете на страната не са предназначени за такива товари. Всичко това изисква драстични мерки за преустрояване на пристанищните съоръжения и осигуряване на връзките на пристанищната зона с града и страната като цяло. Предприетите мерки, както и строителството на нови пристанища (намиращото се в непосредствена близост до Апапа пристанище на остров Тин Кен, Порт Харкурт, това в Калабар) позволяват разтоварването на кейовете на Апапа от стокооборота.
Контейнерният терминал на пристанище Апапа е най-големият в страната и е в състояние да побере до 32 000 TEU. Дължината на терминала е 1 km.
Авиотранспорт
Лагос е обслужван от международното летище „Муртала Мохамед“, едно от най-големите в Африка и основен международен пътнически портал на Нигерия. Летището се намира в северните покрайнини на града, в предградието Икеджа и има терминали за вътрешни и международни линии. Летището осигурява почти петдесет процента от целия въздушен трафик на Нигерия, ето защо по-голямата част от международния въздушен трафик на страната се извършва оттук. Летището е построено през Втората световна война. В следвоенните години Икеджа става основна база на авиокомпанията „West African Airways Corporation“, основана от правителството на Британска Западна Африка. За трафика в страната се използват самолети „Де Хавиланд Доув“, а по-късно „Дъглас C-47 Скайтрейн“. След получаването на независимост на страната, компанията се премества в Нигерия и сменя името си на „Nigeria Airways“. Летището е разширено в средата на 1970-те години и получава името на Муртала Мохамед. В края на 20 век летището се счита за опасно поради увеличената престъпност. След идването на власт в страната през 1999 г. на Олусегун Обасанджо състоянието на летището се нормализира.
„Nigeria Airways“ прекратява дейността си през 2003 г. Понастоящем основен превозвач е нигерийската авиокомпания „Air Nigeria“. От началото на хилядолетието пътническият трафик през летището се е увеличил повече от два пъти, като през 2011 г. той достига над 7 милиона души годишно.
Летището претърпява модернизация, наред с изграждането на нов терминал.

### Туризъм
Лагос, след приемането на проекта за модернизация, изпълняван от сегашната администрация на управителя Раджи Бабатунде Фашола, постепенно се превръща в основна туристическа дестинация, като един от най-големите градове в Африка и в света. Лагос предприема редица стъпки да се превърне в глобален град. Карнавалът Еѝо през 2009 г. (годишен празник, възникнал от Иперу Ремо, държавата Огун), който се провежда на 25 април, е стъпка в тази посока. Понастоящем Лагос е известен предимно като бизнес-ориентирана общност. Градът има няколко пясъчни плажа на Атлантическия океан – Бадагри, Елеко, Елегуши и Алфа. Два от най-популярните плажове са Бар Бийч и Леки. В Лагос има голямо разнообразие от хотели, вариращи от тризвездни до петзвездни. Други забележителности включват площад Тафауа Балеуа, района Фестак и Възпоменателната колонада.
За новодошлите в Лагос един от многото начини за разучаване на града е преглед на някои от местните сайтове като VConnect.com и LostinLagos.com. Посетителите могат да опитат ястия от нигерийска, ливанска, китайска и други кухни. Гостите на града са привлечени от богатата култура на Нигерия, сцените за развлечения и жизнеността, която предлага Лагос. Туристическите атракции включват двореца Оба, Нигерийския национален музей, храма на Фела, курортите по брега.

## Образование
Лагос е седалище на различни училища, университети и други институции за професионално обучение, които са управлявани от правителството или от частни субекти.
Професионални училища
- Институт за индустриални технологии (Institute for Industrial Technology, IIT): основан през 2000 г., IIT е техническо професионално училище за младежи от бедни семейства.

Политехнически училища
- Колеж за технологии Яба (Yaba College of Technology, YABATECH): създаден през 1934 г., колежът е първото нигерийско висше учебно заведение и третото в Африка. Колежът е център на културата и културното наследство. Към началото на 21 век той има над 16 000 студенти.
- Държавната политехника в Лагос е политехническо заведение, основано през 1980-те години. Има повече от шест училища, включително частно политехническо. Основният му кампус е в Икороду.
- Градско политехническо училище – това е първата частна политехника в Нигерия. Тя е създадена през 1990 г. от инженер Бабатунде Одуфува.
- Политехническо училище „Грейс“
- Политехническо училище „Уолекс“
- Федералният колеж за риболов и морски технологии е учебно заведение, който предлага общонаучни курсове, курсове по рибарски технологии, корабно машиностроене и морска наука.
- Федерален технически образователен колеж „Акока“

Университети
- Университетът на Лагос (University of Lagos, UNILAG) с най-голям кампус в Акока, е институция, датираща от 1962 г., с над 35 000 студенти. Тя се състои от 13 факултета, ръководени от над 4000 души.[28]
- Лагоски щатски университет (Lagos State University, LASU) – създаден през 1984 г., собственост на щата Лагос. Основният му корпус е разположен в Оѝо.
- Панатлантически университет – това е преди всичко бизнес училище, предлагащи две магистърски програми. Основано през 1996 г., то получава статут на университет през 2002 г.
- Национален открит университет на Нигерия
- Колеж по здравни технологии в предградието Яба
- Медицински колеж в Икеджа
- Университетска учебна болница в Иди Араба Мушин.

## Култура

### Музика
Градът е известен в цяла Африка със своята музикална сцена. Градът е родоначалник на разни стилове, като например нигерски хип-хоп, хайлайф, джуджу, фуджи и афробийт.

### Кино
Лагос е център на нигерийската киноиндустрия и често се споменава като Ноливуд. Пазарът Идумота на остров Лагос е основният център за разпространение. Голям брой филми са заснети в района Фестак. Кината постепенно губят своите поддръжници във филмовата индустрия. Филмите на езика йоруба са най-гледани в кината, следвани от индийските филми.
Пол Маккартни записва своя трети албум, Band On The Run, в студиото на EMI в Лагос през август и септември 1973 г.

## Спорт
Футболът е най-популярният спорт в града. Известните лагоски футболни клубове включват Bridge Boys F.C. (собственост на щата Лагос) и First Bank F.C. – и двата играят в Нигерийската национална лига, вторият ешелон на нигерийския футбол.
Националният отбор по футбол, известен като Суперорлите, в миналото играе почти всичките си домакинските си мачове в Лагос на Националния стадион в предградието Сурулере, но се премества на новия и по-голям стадион в Абуджа.

## Известни личности
- Хърбърт Макаулей (1864 – 1946), един от бащите на нигерийския национализъм
- Тони Алън (р. 1940) – музикант
- Кезая Джоунс (р. 1968) – музикант
- Акин Еуба (р. 1935) – композитор
- Исиома Даниел (р. 1981) – журналистка
- Давид Изонритей (р. 1963) – боксьор, сребърен медалист от Барселона 1992
- Хаким Оладжувон (р. 1963) – бивш баскетболист в НБА и носител на златен медал от Атланта 1996
- Майкъл Оловоканди (р. 1975) – бивш баскетболист в НБА
- Самсон Сяся (р. 1967) – настоящ треньор на националния отбор по футбол на Нигерия
- Адемоле Банколе (р. 1969) – футболист
- Виктор Аничебе (р. 1988) – футболист
- Обафеми Мартинс (р. 1984) – футболист
- Разак Омотойоси (р. 1985) – футболист